# Museo Sueco de Historia Natural
El Museo Sueco de Historia Natural (en sueco: Naturhistoriska riksmuseet) es el museo de historia natural de rango nacional de Suecia, uno de los más importantes del país.
En el año 1700 comienza como Academia de Ciencias Naturales. El Museo se convierte en 1740 como el primer Museo Sueco civil (de propiedad del gobierno).
El Museo obtiene su edificio en el año 1778 donde comienza su actividad al público en la Ciudad Vieja de Estocolmo, Gamla Stan.
Desde el 1800 hasta ahora el Museo ha recibe varias donaciones las cuales contribuyen a la colección del mismo.